# Yoshinori Taguchi
Yoshinori Taguchi (jap. 田口 禎則 Taguchi Yoshinori; * 14. September 1965 in Urawa (heute Saitama), Präfektur Saitama) ist ein ehemaliger japanischer Fußballspieler.

## Karriere

### Verein
Taguchi spielte in der Jugend für die Universität Tsukuba. Er begann seine Karriere bei Yokohama Flügels, wo er von 1989 bis 1992 spielte. 1993 folgte dann der Wechsel zu Sanfrecce Hiroshima. 1994 folgte dann der Wechsel zu Urawa Red Diamonds. 1998 beendete er seine Spielerkarriere.

### Nationalmannschaft
Taguchi wurde 1988 in den Kader der japanischen B-Fußballnationalmannschaft berufen und kam bei der Asienmeisterschaft 1988 zum Einsatz.